# Ingerophrynus quadriporcatus
Ingerophrynus quadriporcatus là một loài cóc trong họ Bufonidae.
Nó được tìm thấy ở Indonesia, Malaysia, và Singapore.
Các môi trường sống tự nhiên của chúng là đầm nước nhiệt đới hoặc cận nhiệt đới, đầm nước, đầm nước ngọt, đầm nước ngọt có nước theo mùa, và các đồn điền. Loài này đang bị đe dọa do mất nơi sống.

## Hình ảnh

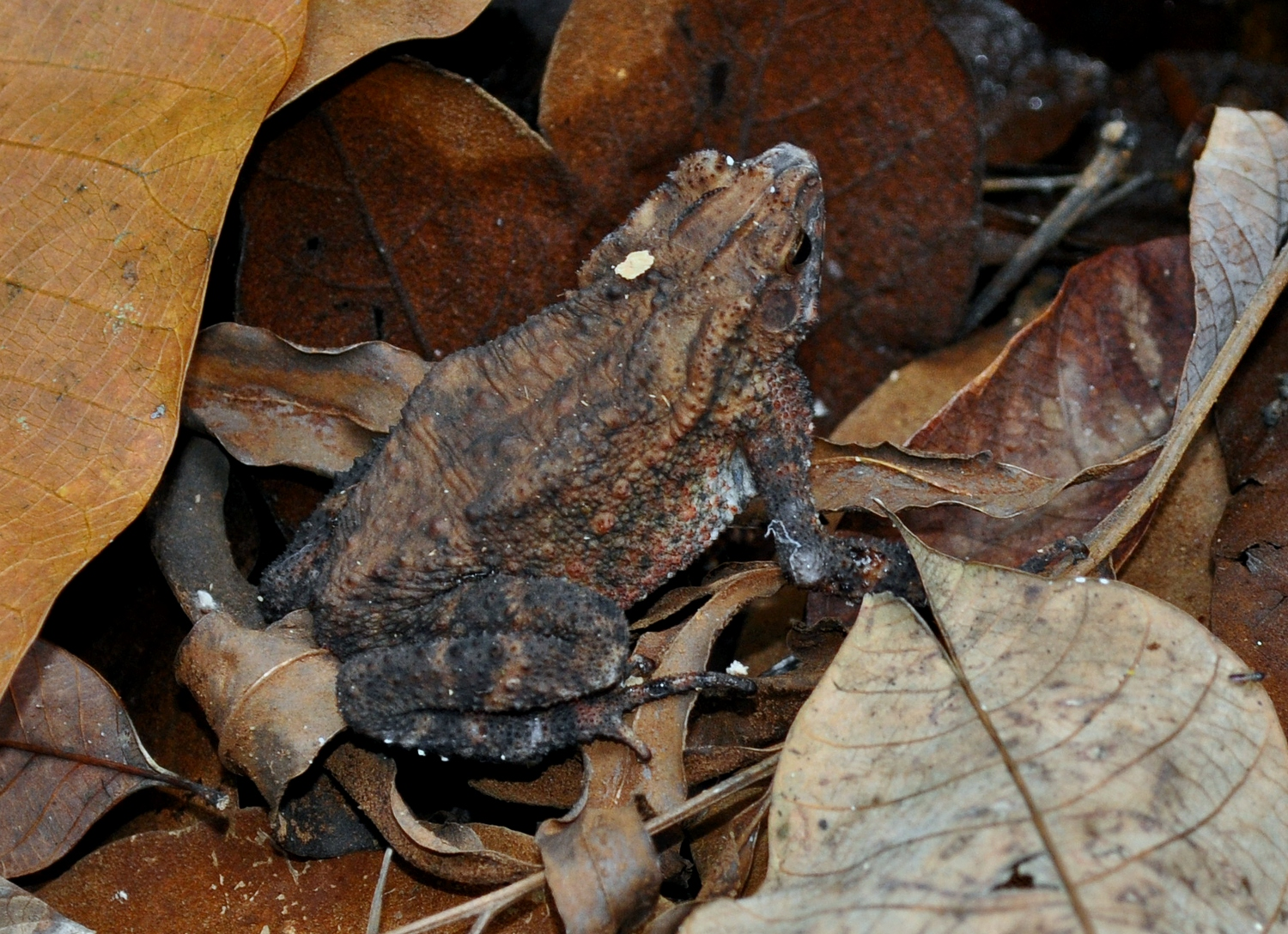
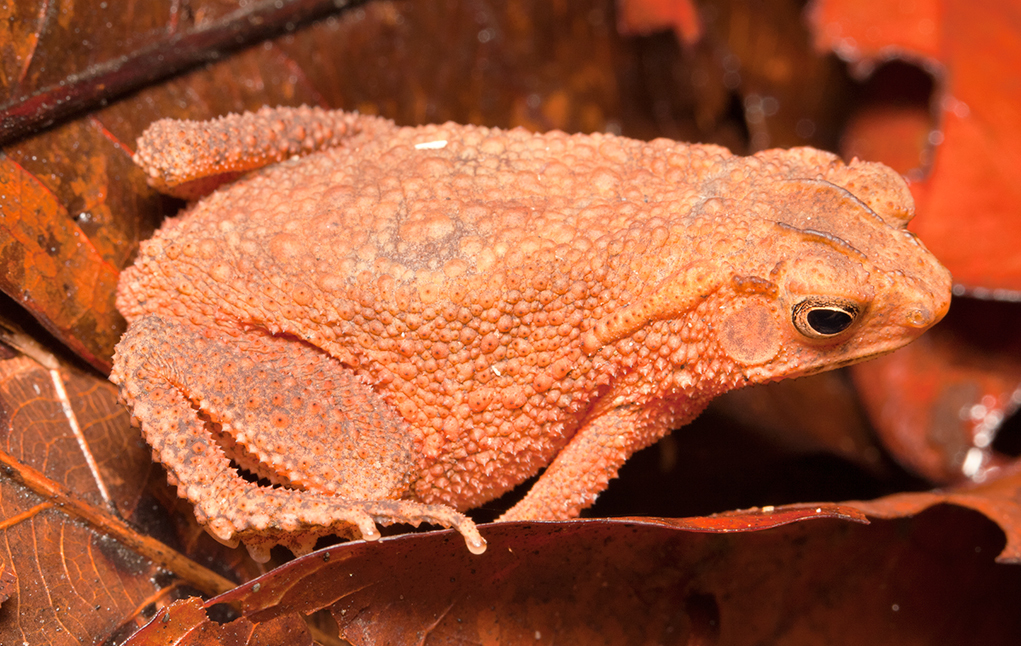
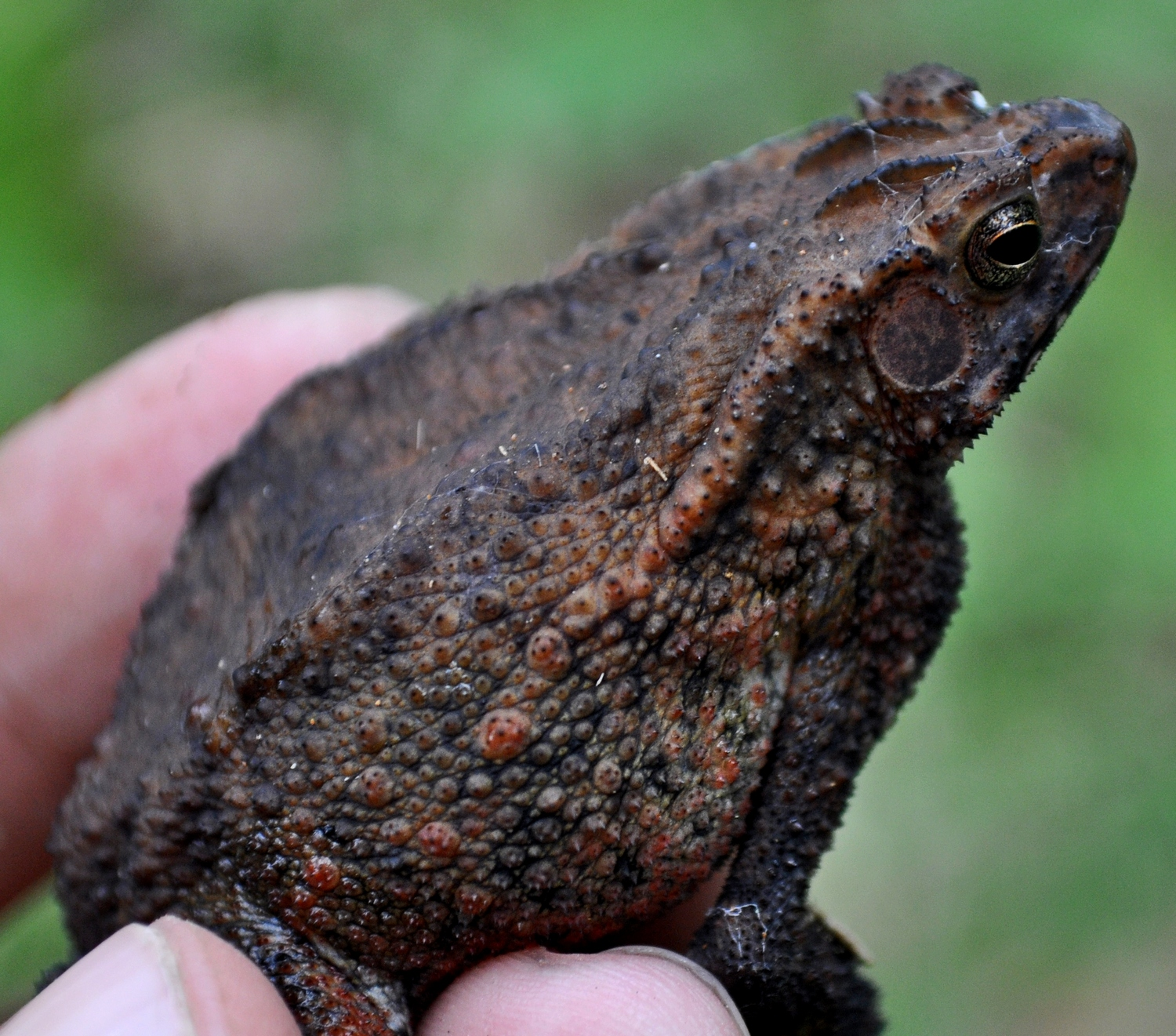
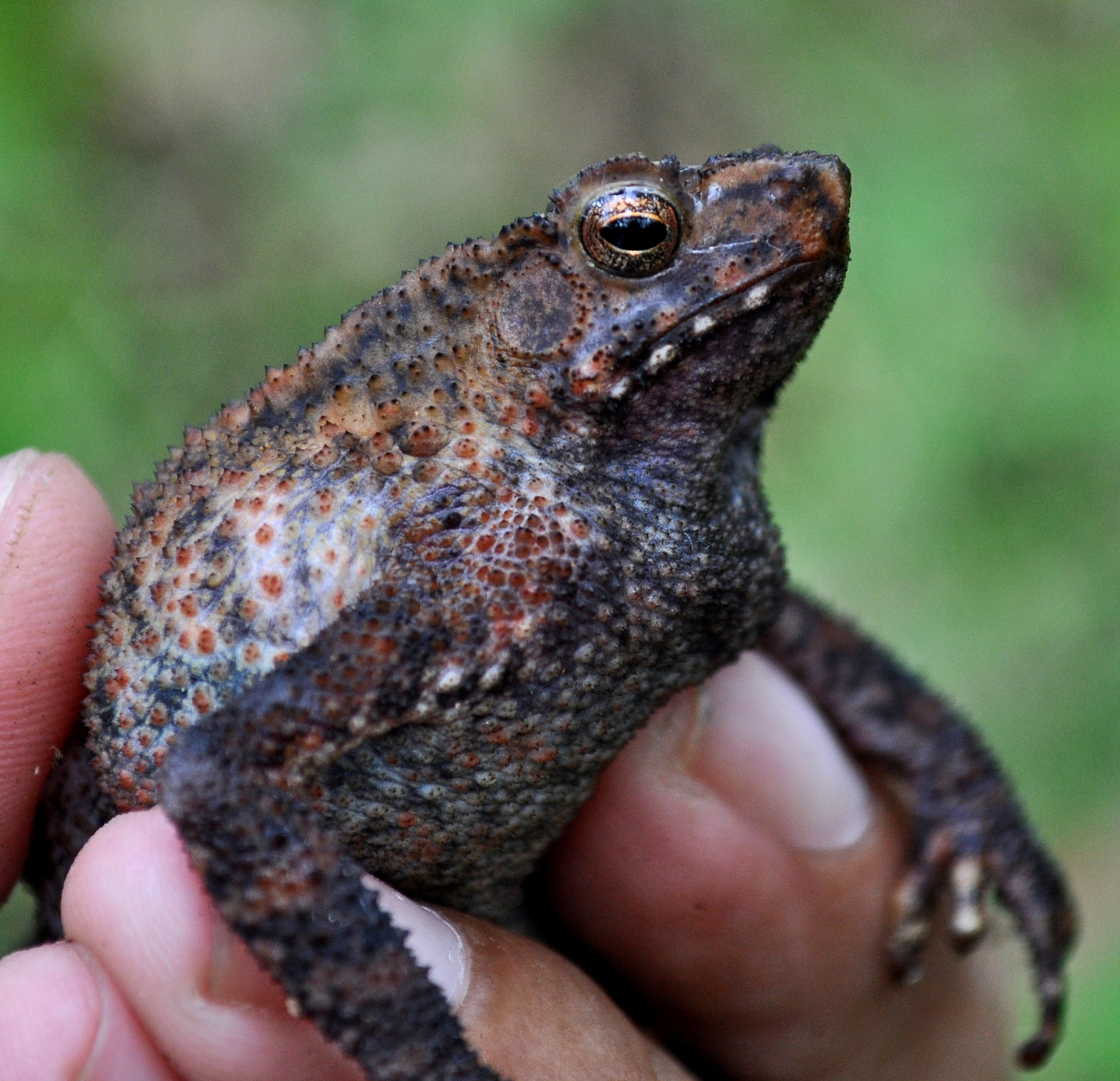